# Deutsche Leichtathletik-Meisterschaften 2009/Resultate
Der Hauptteil der Wettbewerbe bei den 109. Deutschen Leichtathletik-Meisterschaften wurde am 4. und 5. Juli 2009 im Ulmer Donaustadion ausgetragen.
In der hier vorliegenden Auflistung werden die in den verschiedenen Wettbewerben jeweils ersten acht platzierten Leichtathletinnen und Leichtathleten aufgeführt. Eine Übersicht mit den Medaillengewinnerinnen und -gewinnern sowie einigen Anmerkungen zu den Meisterschaften findet sich unter dem Link Deutsche Leichtathletik-Meisterschaften 2009.
Wie immer gab es zahlreiche Disziplinen, die zu anderen Terminen an anderen Orten stattfanden – in den folgenden Übersichten jeweils konkret benannt.
Hier die ausführlichen Ergebnislisten der Meisterschaften 2009:

## Meisterschaftsresultate Männer

### 100 m
| Platz | Athlet, Verein                                         | Zeit (s) |
| ----- | ------------------------------------------------------ | -------- |
| 1     | Tobias Unger (LAZ Salamander Kornwestheim-Ludwigsburg) | 10,18    |
| 2     | Marius Broening (LAV Asics Tübingen)                   | 10,24    |
| 3     | Alexander Kosenkow (TV Wattenscheid 01)                | 10,28    |
| 4     | Stefan Schwab (TSV Schwarzenbek)                       | 10,29    |
| 5     | Martin Keller (LAC Erdgas Chemnitz)                    | 10,35    |
| 6     | Sven Knipphals (VfL Wolfsburg)                         | 10,40    |
| 7     | Jan-Christopher Schulte (TV Wattenscheid 01)           | 10,48    |
| 8     | Christian Blum (LAC Quelle Fürth/München)              | 10,53    |

Datum: 4. Juli
Wind: −2,5 m/s

### 200 m
| Platz | Athlet, Verein                                 | Zeit (s) |
| ----- | ---------------------------------------------- | -------- |
| 1     | Robert Hering (TuS Jena)                       | 20,41    |
| 2     | Alexander Kosenkow (TV Wattenscheid 01)        | 20,43    |
| 3     | Aleixo-Platini Menga (TSV Bayer 04 Leverkusen) | 20,65    |
| 4     | Daniel Schnelting (LAZ Rhede)                  | 20,73    |
| 5     | Sven Knipphals (VfL Wolfsburg)                 | 20,93    |
| 6     | Benjamin Brömme (LG Eintracht Frankfurt)       | 21,11    |
| 7     | Kevin Sellke (TV Gladbeck)                     | 21,45    |
| DNS   | Alexander Meisolle (TV Wattenscheid 01)        |          |

Datum: 5. Juli
Wind: +1,0 m/s

### 400 m
| Platz | Athlet, Verein                          | Zeit (s) |
| ----- | --------------------------------------- | -------- |
| 1     | Martin Grothkopp (Dresdner SC)          | 45,94    |
| 2     | Jonas Plass (asics Team Wendelstein)    | 46,00    |
| 3     | Ruwen Faller (SC Magdeburg)             | 46,00    |
| 4     | Eric Krüger (SC Magdeburg)              | 46,13    |
| 5     | Niklas Zender (TSV Friedberg-Fauerbach) | 46,23    |
| 6     | Tilo Ruch (PSV Grün-Weiß Kassel)        | 46,41    |
| 7     | Thomas Schneider (SC Potsdam)           | 46,60    |
| 8     | Miguel Rigau (LG ASV/DSHS Köln)         | 47,37    |

Datum: 5. Juli

### 800 m
| Platz | Athlet, Verein                                 | Zeit (min) |
| ----- | ---------------------------------------------- | ---------- |
| 1     | Robin Schembera (TSV Bayer 04 Leverkusen)      | 1:46,53    |
| 2     | Sören Ludolph (LG Braunschweig)                | 1:46,69    |
| 3     | Nils Schumann (Erfurter LAC)                   | 1:47,28    |
| 4     | Sebastian Keiner (Erfurter LAC)                | 1:47,97    |
| 5     | René Bauschinger (LAC Quelle Fürth/München)    | 1:48,46    |
| 6     | Jan-Gerhard Onken (VfL Germania Leer)          | 1:48,76    |
| 7     | Steffen Co (LG Stadtwerke München)             | 1:48,95    |
| 8     | Sebastian Zundler (LG Telis Finanz Regensburg) | 1:50,24    |

Datum: 5. Juli

### 1500 m
| Platz | Athlet, Verein                                | Zeit (min) |
| ----- | --------------------------------------------- | ---------- |
| 1     | Carsten Schlangen (LG Nord Berlin)            | 3:43,66    |
| 2     | Stefan Eberhardt (Erfurter LAC)               | 3:43,68    |
| 3     | Jonas Hamm (LG Braunschweig)                  | 3:45,82    |
| 4     | Moritz Waldmann (LG Hannover)                 | 3:46,03    |
| 5     | Christoph Lohse (TV Wattenscheid 01)          | 3:46,24    |
| 6     | Arthur Lenz (SC Magdeburg)                    | 3:46,26    |
| 7     | Johannes Raabe (LG Hannover)                  | 3:46,96    |
| 8     | Philipp Pflieger (LG Telis Finanz Regensburg) | 3:47,29    |

Datum: 5. Juli

### 5000 m
| Platz | Athlet, Verein                             | Zeit (min) |
| ----- | ------------------------------------------ | ---------- |
| 1     | Arne Gabius (LAV Asics Tübingen)           | 13:50,48   |
| 2     | Musa Roba-Kinkal (TV Gelnhausen)           | 13:59,11   |
| 3     | Christian Glatting (TV Wattenscheid 01)    | 14:01,37   |
| 4     | Raphael Schäfer (LC asics Rehlingen)       | 14:15,58   |
| 5     | Sebastian Hallmann (LG Stadtwerke München) | 14:33,14   |
| 6     | Jan Förster (TV 1893 Rheinau)              | 14:36,57   |
| 7     | Richard Friedrich (LG Passau)              | 14:40,15   |
| 8     | Florian Rehrs (TuS Gildehaus)              | 14:49,74   |

Datum: 5. Juli

### 10.000 m
| Platz | Athlet, Verein                             | Zeit (min) |
| ----- | ------------------------------------------ | ---------- |
| 1     | Filmon Ghirmai (LAV Asics Tübingen)        | 29:40,06   |
| 2     | Sebastian Hallmann (LG Stadtwerke München) | 29:41,59   |
| 3     | Carlo Schuff (Post-Sport Telekom Trier)    | 29:49,18   |
| 4     | Zelalem Martel (LG Neckar-Enz)             | 30:01,64   |
| 5     | Richard Friedrich (LG Passau)              | 30:11,69   |
| 6     | Julian Flügel (PSV Grün-Weiß Kassel)       | 30:18,77   |
| 7     | Markus Meißgeier (LG Hof)                  | 30:23,61   |
| 8     | Joseph Katib (LG Erlangen)                 | 31:38,32   |

Datum: 2. Mai
fand in Bremen statt

### 10-km-Straßenlauf
| Platz | Athlet, Verein                                | Zeit (min) |
| ----- | --------------------------------------------- | ---------- |
| 1     | Arne Gabius (LAV Asics Tübingen)              | 29:17      |
| 2     | Sebastian Hallmann (LG Stadtwerke München)    | 29:17      |
| 3     | Filmon Ghirmai (LAV Asics Tübingen)           | 29:20      |
| 4     | Philipp Pflieger (LG Telis Finanz Regensburg) | 29:21      |
| 5     | Heiko Baier (LG Fulda)                        | 29:35      |
| 6     | Jakob Stiller (SC DHfK Leipzig)               | 29:51      |
| 7     | Thomas Bartholome (TSV Kirchdorf)             | 29:52      |
| 8     | Robert Krebs (SCC Berlin)                     | 30:00      |

Datum: 12. September
fand in Otterndorf statt

### 10-km-Straßenlauf, Mannschaftswertung
| Platz | Verein, Besetzung                                                                   | Zeit (h) |
| ----- | ----------------------------------------------------------------------------------- | -------- |
| 1     | LAV Asics Tübingen (Arne Gabius, Filmon Ghirmai, Clemens Bleistein)                 | 1:29:46  |
| 2     | LG Stadtwerke München (Sebastian Hallmann, André Green, Johann Hillebrand)          | 1:30:39  |
| 3     | SC DHfK Leipzig (Jakob Stiller, Sven Weyer, Maksym Salii)                           | 1:30:43  |
| 4     | LG Telis Finanz Regensburg (Philipp Pflieger, Dennis Pyka, Maximilian Meingast)     | 1:31:26  |
| 5     | TV Wattenscheid 01 (Christian Glatting, Christoph Lohse, Jannis Töpfer)             | 1:31:41  |
| 6     | TSV Kirchdorf (Thomas Bartholome, Florian Reichert, Markus Pingpank)                | 1:32:13  |
| 7     | LG Passau (Richard Friedrich, Raphael Viellehner, Tobias Schreindl)                 | 1:33:20  |
| 8     | AZ Puma Troisdorf/Siegburg (Mike Mariathasan, Dominik Fabianowski, Christian Gemke) | 1:33:39  |

Datum: 12. September
fand in Otterndorf statt

### Halbmarathon
| Platz | Athlet, Verein                               | Zeit (h) |
| ----- | -------------------------------------------- | -------- |
| 1     | André Pollmächer (LAC Erdgas Chemnitz)       | 1:04:43  |
| 2     | Steffen Justus (LAC Elm)                     | 1:05:01  |
| 3     | Martin Beckmann (LG Leinfelden-Echterdingen) | 1:06:45  |
| 4     | Richard Friedrich (LG Passau)                | 1:07;17  |
| 5     | Manuel Stöckert (TSV Ostheim v. d. Rhön)     | 1:07:43  |
| 6     | Dennis Pyka (LG Telis Finanz Regensburg)     | 1:07:50  |
| 7     | Christian Biele (Erfurter LAC)               | 1:07:53  |
| 8     | Markus Meißgeier (LG Hof)                    | 1:07:55  |

Datum: 4. April
fand in Aichach statt

### Halbmarathon, Mannschaftswertung
| Platz | Verein, Besetzung                                                        | Zeit (h) |
| ----- | ------------------------------------------------------------------------ | -------- |
| 1     | PSV Grün-Weiß Kassel (Julian Flügel, Jörn Harland, Jürgen Austin-Kerl)   | 3:27:41  |
| 2     | Erfurter LAC (Christian Biele, Arne Leipziger, Marcel Knape)             | 3:27:59  |
| 3     | LG Passau I (Richard Friedrich, Stefan Hohberger, Tobias Schreindl)      | 3:28:59  |
| 4     | Aachener TG (Philipp Nawrocki, Andreas Gerrits, Jan Oude-Aost)           | 3:32:02  |
| 5     | TSV Ostheim v. d. Rhön (Manuel Stöckert, Wolfgang Müller, René Stöckert) | 3:34:42  |
| 6     | LG Passau II (Raphael Viellehner, Wolfgang Brandl, Mario Bernhardt)      | 3:43:20  |
| 7     | LG Dorsten (Thorben Dietz, Henrik Göckeritz, Sören Hopmeier)             | 3:44:49  |
| 8     | LC Cottbus (Christian Schrutek, Marco Hintz, Hardy Wienigk)              | 3:46:42  |

Datum: 4. April
fand in Aichach statt

### Marathon
| Platz | Athlet, Verein                           | Zeit (h) |
| ----- | ---------------------------------------- | -------- |
| 1     | Stefan Koch (LG Braunschweig)            | 2:20:34  |
| 2     | Peter Rodewald (LSV Lok Arnstadt / Jena) | 2:23:16  |
| 3     | David Karl (Spiridon Frankfurt)          | 2:23:59  |
| 4     | Benedikt Heil (TSV Friedberg-Fauerbach)  | 2:26:46  |
| 5     | André Collet (Aachener TG / Raeren)      | 2:28:35  |
| 6     | Marco Diehl (TSV Friedberg-Fauerbach)    | 2:28:48  |
| 7     | Dr. Torsten Matthes (LAV Halensia Halle) | 2:28:56  |
| 8     | Max Frei (PTSV Jahn Freiburg)            | 2:29:07  |

Datum: 10. Mai
fand im Rahmen des Gutenberg-Marathons in Mainz statt

### Marathon, Mannschaftswertung
| Platz | Verein, Besetzung                                                          | Zeit (h) |
| ----- | -------------------------------------------------------------------------- | -------- |
| 1     | TSV Friedberg-Fauerbach (Benedikt Heil, Marco Diehl, Philipp Ratz)         | 7:30:33  |
| 2     | LAV Asics Tübingen (Dr. Matthias Koch, Dr. Eduard Scherer, Christian Wolf) | 7:44:26  |
| 3     | Ayyo Team Essen (Kevin Petersen, Muharrem Yilmaz, Murat Celik)             | 7:56:21  |
| 4     | TuS Deuz (Andreas Rottler, Matthias Kraft, Andreas Senner)                 | 7:57:58  |
| 5     | LLC Marathon Regensburg (Ulf Sengenberger, Georg Bayerl, Thomas Hanel)     | 7:58:56  |
| 6     | LT Bittermark Dortmund (Tillmann Goltsch, Mathias Kamp, Dirk Wolf)         | 8:08:12  |
| 7     | SV Mindelzell (Ralf Bercher, Achim Zimmermann, Engelbert Walter)           | 8:09:01  |
| 8     | SSG Königswinter (Thomas Schneider, Frank Apfelbaum, Norbert Müller)       | 8:10:05  |

Datum: 10. Mai
fand im Rahmen des Gutenberg-Marathons in Mainz statt

### 100-km-Straßenlauf
| Platz | Athlet, Verein                          | Zeit (h) |
| ----- | --------------------------------------- | -------- |
| 1     | Jörg Hooß (LTF Marpingen)               | 7:21:44  |
| 2     | Michael Sommer (EK Schwaikheim)         | 7:36:43  |
| 3     | Gerhard Läpple (TSV Hildrizhausen)      | 7:37:35  |
| 4     | Rainer König (SG Neukirchen-Hülchrath)  | 7:44:44  |
| 5     | Ralf Weis (SG Neukirchen-Hülchrath)     | 7:48:50  |
| 6     | Andreas Maisch (EK Schwaikheim)         | 7:55:46  |
| 7     | Marian-Jan Olejnik (LG Esslingen)       | 8:08:53  |
| 8     | Gaetan Guenard (LG Bernkastel/Wittlich) | 8:09:59  |

Datum: 3. Oktober
fand in Ahrweiler statt

### 100-km-Straßenlauf, Mannschaftswertung
| Platz | Verein, Besetzung                                             | Zeit (h) |
| ----- | ------------------------------------------------------------- | -------- |
| 1     | SG Neukirchen-Hülchrath (Rainer König, Ralf Weis, Jörg Just)  | 23:50:21 |
| 2     | EK Schwaikheim (Michael Sommer, Andreas Maisch, Armin Härle)  | 23:53:28 |
| 3     | LTF Marpingen I (Jörg Hooß, Markus Wagner, Gernot Helferich)  | 24:07:36 |
| 4     | LTF Marpingen II (Stefan Feller, Stefan Fecher, Franz Feller) | 31:24:33 |

Datum: 3. Oktober
fand in Ahrweiler statt
nur 4 Mannschaften in der Wertung

### 110 m Hürden
| Platz | Athlet, Verein                  | Zeit (s) |
| ----- | ------------------------------- | -------- |
| 1     | Matthias Bühler (LG Offenburg)  | 13,36    |
| 2     | Helge Schwarzer (Hamburger SV)  | 13,39    |
| 3     | Thomas Blaschek (LAZ Leipzig)   | 13,53    |
| 4     | Jens Werrmann (LAZ Zweibrücken) | 13,54    |
| 5     | Willi Mathiszik (LAZ Leipzig)   | 13,57    |
| 6     | Marlon Odom (LAZ Zweibrücken)   | 13,61    |
| 7     | Erik Balnuweit (LAZ Leipzig)    | 13,97    |
| DNF   | Alexander John (LAZ Leipzig)    |          |

Datum: 4. Juli
Wind: +0,7 m/s
Alexander John stürzte und erreichte nicht das Ziel.

### 400 m Hürden
| Platz | Athlet, Verein                           | Zeit (s) |
| ----- | ---------------------------------------- | -------- |
| 1     | Thomas Goller (TV Wattenscheid 01)       | 49,20    |
| 2     | Christian Duma (LG Eintracht Frankfurt)  | 50,59    |
| 3     | Stephan Stoll (VfL Sindelfingen)         | 50,79    |
| 4     | David Gollnow (TV 1862 Erding)           | 50,91    |
| 5     | Hannes Scharpf (VfL Sindelfingen)        | 51,32    |
| 6     | Daniel Wienands (TSVKirchlinde-Dortmund) | 51,34    |
| 7     | Henning Hackelbusch (TV Wattenscheid 01) | 51,40    |
| DNS   | Torben Bieler (LG ASV/DSHS Köln)         |          |

Datum: 5. Juli

### 3000 m Hindernis
| Platz | Athlet, Verein                                | Zeit (min) |
| ----- | --------------------------------------------- | ---------- |
| 1     | Filmon Ghirmai (LAV Asics Tübingen)           | 8:38,97    |
| 2     | Steffen Uliczka (SG TSV Kronshagen/Kieler TB) | 8:40,08    |
| 3     | Hannes Liebach (LC Cottbus)                   | 9:06,62    |
| 4     | Daniel Götz (LAC Quelle Fürth/München)        | 9:07,20    |
| 5     | Jannis Töpfer (TV Wattenscheid 01)            | 9:10,90    |
| 6     | Felix Hentschel (LG Bamberg)                  | 9:11,64    |
| 7     | Christian Schmitz (LG Maifeld Pellenz)        | 9:11,81    |
| 8     | Matthias Ewender (LG Stadtwerke München)      | 9:12,64    |

Datum: 4. Juli

### 4 × 100 m Staffel
| Platz | Verein, Besetzung                                                                             | Zeit (s) |
| ----- | --------------------------------------------------------------------------------------------- | -------- |
| 1     | TSV Bayer 04 Leverkusen (Daniel Brischke, Stefan Wieser, Florian Sürth, Aleixo Platini Menga) | 39,68    |
| 2     | TV Wattenscheid 01 (Alwin Flohr, Julian Reus, Sebastian Ernst, Jan-Christopher Schulte)       | 39,83    |
| 3     | SCC Berlin (George Petzold, Sven Buggel, Maximilian Kessler, Timo Kirchenberger)              | 40,99    |
| 4     | SG Germania Halberstadt (Torsten Pauer, Michael Weber, Christian Bos, Daniel Behlau)          | 41,22    |
| 5     | LG ASV/DSHS Köln (Jannik Engel, Martin Kautsch, Christopher Ringle, Jens Faßbender)           | 41,31    |
| 6     | asics Team Wendelstein (Alexander Krämer, Jonas Plass, Niklaus Roschek, Tim Schattenkirchner) | 41,42    |
| 7     | VfB Stuttgart (Klaus Neuendorf, David Waibel, Fabian Berger, Oliver Haussmann)                | 41,46    |
| 8     | SV Werder Bremen (Jeffrey Muldrow, René Schwarz, Alexander Thyme, Bruno-Philipp Gärtner)      | 41,47    |

Datum: 4. Juli

### 4 × 400 m Staffel
| Platz | Verein, Besetzung                                                                             | Zeit (min) |
| ----- | --------------------------------------------------------------------------------------------- | ---------- |
| 1     | TV Wattenscheid 01 (Alexander Meisolle, Thomas Goller, Henning Hackelbusch, Bastian Swillims) | 3:08,55    |
| 2     | Dresdner SC (Silvio Schirrmeister, Georg Fleischhauer, Christoph Helm, Martin Grothkopp)      | 3:09,02    |
| 3     | SCC Berlin (Sven Buggel, Julian Kiwus, Robin Kresinszky, Stefan Beyer)                        | 3:09,88    |
| 4     | SC Potsdam (Thomas Schneider, Björn Leow, Guido Dannehl, Tobias Schneider)                    | 3:10,62    |
| 5     | TSV Friedberg-Fauerbach (Sebastian Schäfer, Christian Klein, Sven Langer, Niklas Zender)      | 3:12,00    |
| 6     | VfL Sindelfingen (Manuel Ilg, Patrick Oehler, Hannes Scharpf, Stephan Stoll)                  | 3:12,54    |
| 7     | SG Germania Halberstadt (Daniel Behlau, Christian Bos, Steffen Fricke, Alexander Bröcker)     | 3:13,33    |
| 8     | LG ASV/DSHS Köln (Jannik Engel, Miguel Rigau, Christoph Lindlein, Timo Klein)                 | 3:13,45    |

Datum: 5. Juli

### 3 × 1000 m Staffel
| Platz | Verein, Besetzung                                                        | Zeit (min) |
| ----- | ------------------------------------------------------------------------ | ---------- |
| 1     | StG Laufteam Erfurt (André Röthling, Rico Schwarz, Sebastian Keiner)     | 7:07,96    |
| 2     | Erfurter LAC (Georg Eberhardt, Sven Praetorius, Stefan Eberhardt)        | 7:09,12    |
| 3     | LG Nord Berlin (Merlin Rose, Alexander Hudak, Carsten Schlangen)         | 7:10,57    |
| 4     | VfL Sindelfingen (Florian Beslmeisel, Bastian Franz, Patrick Oehler)     | 7:11,46    |
| 5     | LG Braunschweig (Andreas Kuhlen, Jonas Hamm, Sören Ludolph)              | 7:11,67    |
| 6     | TV Wattenscheid 01 (Jannis Töpfer, Christian Glatting, Christoph Lohse)  | 7:15,61    |
| 7     | LAC Quelle Fürth/München (Daniel Götz, Martin Conrad, René Bauschinger)  | 7:15,73    |
| 8     | LG Stadtwerke München (Michael Wilms, Christophe Chayriguet, Steffen Co) | 7:17,77    |

Datum: 9. August
fand in Rhede im Rahmen der Deutschen Jugendmeisterschaften statt

### 10.000-m-Bahngehen
| Platz | Athlet, Verein                    | Zeit (min) |
| ----- | --------------------------------- | ---------- |
| 1     | André Höhne (SCC Berlin)          | 40:38,49   |
| 2     | Christopher Linke (SC Potsdam)    | 41:42,48   |
| 3     | Carsten Schmidt (SCC Berlin)      | 42:40,21   |
| 4     | Maik Berger (SCC Berlin)          | 43:38:54   |
| 5     | Max Möckel (SC Potsdam)           | 46:54,07   |
| 6     | Tom Dermitzel (SC Potsdam)        | 50:11,50   |
| DSQ   | Christoph Roschinsky (SCC Berlin) |            |

Datum: 5. Juli
nur 7 Teilnehmer

### 20-km-Gehen
| Platz | Athlet, Verein                         | Zeit (h) |
| ----- | -------------------------------------- | -------- |
| 1     | André Höhne (SCC Berlin)               | 1:24:50  |
| 2     | Carsten Schmidt (SCC Berlin)           | 1:29:48  |
| 3     | Christoph Roschinsky (SCC Berlin)      | 1:30:46  |
| 4     | Steffen Borsch (ASV 1902 Sangerhausen) | 1:40:49  |
| 5     | Malte Strunk (Alemannia Aachen)        | 1:46:48  |
| 6     | Dick Gnauck (ASV 1902 Sangerhausen)    | 1:48:44  |
| 7     | Uwe Schröter (LG Vogtland)             | 1:49:09  |
| 8     | Thorsten Fern (TV Groß-Gerau)          | 1:51:55  |

Datum: 25. April
fand in Zittau statt

### 20-km-Gehen, Mannschaftswertung
| Platz | Verein, Besetzung                                               | Zeit (h) |
| ----- | --------------------------------------------------------------- | -------- |
| 1     | SCC Berlin (André Höhne, Carsten Schmidt, Christoph Roschinsky) | 4:25:24  |
| 2     | LG Vogtland (Uwe Schröter, Stefan Werner, Dr. Winfried Bresch)  | 5:50:33  |
| 3     | Polizei SV Berlin (Wilfried Gaube, Günter Evertz, Ralf Janotte) | 6:14:58  |

Datum: 25. April
fand in Zittau statt
nur 3 Mannschaften in der Wertung

### 50-km-Gehen
| Platz | Athlet, Verein                         | Zeit (h) |
| ----- | -------------------------------------- | -------- |
| 1     | Helmut Prieler (SpVgg. Niederaichbach) | 4:48:44  |
| 2     | Björn Tharann (SV Halle)               | 5:24:18  |
| DNF   | Christopher Linke (SC Potsdam)         |          |
| DSQ   | Maik Berger (SCC Berlin)               |          |

Datum: 25. April
fand in Zittau statt
nur 4 Teilnehmer

### Hochsprung
| Platz | Athlet, Verein                              | Höhe (m) |
| ----- | ------------------------------------------- | -------- |
| 1     | Eike Onnen (LG Hannover)                    | 2,26     |
| 2     | Tim Riedel (LG Euregio)                     | 2,26     |
| 3     | Raúl Spank (Dresdner SC)                    | 2,23     |
| 4     | Martin Günther (LG Eintracht Frankfurt)     | 2,23     |
| 5     | Matthias Haverney (Dresdner SC)             | 2,20     |
| 6     | Benjamin Lauckner (LAC Erdgas Chemnitz)     | 2,20     |
| 7     | Sebastian Kneifel (TSV Bayer 04 Leverkusen) | 2,14     |
| 8     | Hendrik Meier (SG TSV Kronshagen/Kieler TB) | 2,10     |

Datum: 5. Juli

### Stabhochsprung
| Platz | Athlet, Verein                                           | Höhe (m) |
| ----- | -------------------------------------------------------- | -------- |
| 1     | Alexander Straub (LG Filstal)                            | 5,70     |
| 2     | Tobias Scherbarth (TSV Bayer 04 Leverkusen)              | 5,70     |
| 3     | Björn Otto (LAV Bayer Uerdingen/Dormagen)                | 5,70     |
| 4     | Tim Lobinger (LG Stadtwerke München)                     | 5,70     |
| 5     | Raphael Holzdeppe (LAZ Zweibrücken)                      | 5,60     |
| 6     | Hendrik Gruber (TSV Bayer 04 Leverkusen)                 | 5,50     |
| 7     | Michel Frauen (TSV Bayer 04 Leverkusen)                  | 5,50     |
| 8     | Karsten Dilla (LAV Bayer Uerdingen/Dormagen)             | 5,40     |
| 8     | Fabian Schulze (LAZ Salamander Kornwestheim-Ludwigsburg) | 5,40     |

Datum: 4. Juli

### Weitsprung
| Platz | Athlet, Verein                                | Weite (m) |
| ----- | --------------------------------------------- | --------- |
| 1     | Sebastian Bayer (Bremer LT)                   | 8,49      |
| 2     | Nils Winter (Team Referenzn. Leverkusen)      | 8,04      |
| 3     | Mario Kral (Hallesche Leichtathletik-Freunde) | 7,92      |
| 4     | Christoph Stolz (VfL Wolfsburg)               | 7,75      |
| 5     | Oliver Koenig (LG Stadtwerke München)         | 7,74      |
| 6     | Peter Rapp (LAV Asics Tübingen)               | 7,72      |
| 7     | Matthias Esser (LG Kindelsberg Kreuztal)      | 7,66      |
| 8     | Timo Kirchenberger (SCC Berlin)               | 7,66      |

Datum: 4. Juli

### Dreisprung
| Platz | Athlet, Verein                               | Weite (m) |
| ----- | -------------------------------------------- | --------- |
| 1     | Andreas Pohle (ASV Erfurt)                   | 16,30     |
| 2     | Konstantin Gens (LAC Berlin)                 | 16,22     |
| 3     | Charles Friedek (Team Referenzn. Leverkusen) | 16,07     |
| 4     | Manuel Ziegler (LG Telis Finanz Regensburg)  | 15,56     |
| 5     | Martin Seiler (SG Bad Schönborn)             | 15,52     |
| 6     | Daniel Kohle (LG Ratio Münster)              | 15,50     |
| 7     | Matthias Uhrig (VfL Sindelfingen)            | 15,41     |
| 8     | Andreas Lechner (LAV Asics Tübingen)         | 15,02     |

Datum: 5. Juli

### Kugelstoßen
| Platz | Athlet, Verein                          | Weite (m) |
| ----- | --------------------------------------- | --------- |
| 1     | Ralf Bartels (SC Neubrandenburg)        | 20,62     |
| 2     | Peter Sack (LAZ Leipzig)                | 20,01     |
| 3     | David Storl (LAC Erdgas Chemnitz)       | 19,84     |
| 4     | Marco Schmidt (VfL Sindelfingen)        | 19,56     |
| 5     | Andy Dittmar (BiG Gotha)                | 19,30     |
| 6     | Robert Dippl (LAC Quelle Fürth/München) | 18,34     |
| 7     | Tobias Hepperle (VfB Stuttgart)         | 18,27     |
| 8     | Markus Bandekow (SCC Berlin)            | 18,24     |

Datum: 5. Juli

### Diskuswurf
| Platz | Athlet, Verein                          | Weite (m) |
| ----- | --------------------------------------- | --------- |
| 1     | Robert Harting (SCC Berlin)             | 67,69     |
| 2     | Markus Münch (LG Wedel-Pinneberg)       | 62,09     |
| 3     | Martin Wierig (SC Magdeburg)            | 61,96     |
| 4     | Sascha Hördt (TSG 1862 Weinheim)        | 61,85     |
| 5     | Michael Möllenbeck (TV Wattenscheid 01) | 59,76     |
| 6     | Heinrich Seitz (Wiesbadener LV)         | 58,61     |
| 7     | Michael Salzer (TG Nürtingen)           | 55,78     |
| 8     | Robert Sammler (SCC Berlin)             | 54,20     |

Datum: 5. Juli

### Hammerwurf
| Platz | Athlet, Verein                                  | Weite (m) |
| ----- | ----------------------------------------------- | --------- |
| 1     | Sergej Litvinov (LG Eintracht Frankfurt)        | 76,46     |
| 2     | Markus Esser (TSV Bayer 04 Leverkusen)          | 76,38     |
| 3     | Jens Rautenkranz (USC Mainz)                    | 73,37     |
| 4     | Benjamin Boruschewski (TSV Bayer 04 Leverkusen) | 72,99     |
| 5     | Sven Möhsner (TSV Bayer 04 Leverkusen)          | 71,94     |
| 6     | Alexander Ziegler (LG Staufen)                  | 69,44     |
| 7     | Marcus Kahlmeyer (Hannover 96)                  | 68,16     |
| 8     | Jerrit Lipske (LG Stadtwerke München)           | 66,86     |

Datum: 5. Juli

### Speerwurf
| Platz | Athlet, Verein                                           | Weite (m) |
| ----- | -------------------------------------------------------- | --------- |
| 1     | Mark Frank (1. LAV Rostock)                              | 82,08     |
| 2     | Matthias de Zordo (SV Schlau.com Saar 05 Saarbrücken)    | 78,22     |
| 3     | Manuel Nau (SC Brandenburg Berlin)                       | 76,12     |
| 4     | Peter Esenwein (LAZ Salamander Kornwestheim-Ludwigsburg) | 75,34     |
| 5     | David Madeo (VfB Stuttgart)                              | 73,47     |
| 6     | Björn Lange (SC Magdeburg)                               | 73,37     |
| 7     | Tino Häber (LAZ Leipzig)                                 | 72,03     |
| 8     | Fabian Heinemann (SC Magdeburg)                          | 71,28     |

Datum: 4. Juli

### Zehnkampf
| Platz | Athlet, Verein                            | Leistung (Pkte) |
| ----- | ----------------------------------------- | --------------- |
| 1     | Jan Felix Knobel (LG Eintracht Frankfurt) | 7738            |
| 2     | Nicolai Peselmann (TV Wattenscheid 01)    | 7493            |
| 3     | Steffen Fricke (SC Magdeburg)             | 7457            |
| 4     | Stefan Preß (LG ASV/DSHS Köln)            | 7353            |
| 5     | Henrik Reifenrath (ASC Düsseldorf)        | 7330            |
| 6     | Philipp Schellhorn (LAV Asics Tübingen)   | 6911            |
| 7     | Matthias Esser (LG Kindelsberg Kreuztal)  | 6603            |
| 8     | Johannes Waidelich (LAV Asics Tübingen)   | 6595            |

Datum: 29./30. August
fand in Lage statt

### Zehnkampf, Mannschaftswertung
| Platz | Verein, Besetzung                                                             | Leistung (Pkte) |
| ----- | ----------------------------------------------------------------------------- | --------------- |
| 1     | LG Eintracht Frankfurt (Jan Felix Knobel, Rainer Schubert, Martin Dudek)      | 20.401          |
| 2     | LAV Asics Tübingen (Philipp Schellhorn, Johannes Waidelich, Thorsten Bertsch) | 19.855          |
| 3     | LG Staufen (Jörg Eisele, Tobias Kerker, Tobias Buehner)                       | 17.584          |

Datum: 29./30. August
fand in Lage statt
nur 3 Teams in der Wertung

### CrosslaufMittelstrecke –3,1 km
| Platz | Athlet, Verein                       | Zeit (min) |
| ----- | ------------------------------------ | ---------- |
| 1     | Wolfram Müller (LG Asics Pirna)      | 9:12       |
| 2     | Christoph Lohse (TV Wattenscheid 01) | 9:21       |
| 3     | Carsten Schlangen (LG Nord Berlin)   | 9:21       |
| 4     | Florian Orth (ESV Jahn Treysa)       | 9:28       |
| 5     | Stefan Eberhardt (Erfurter LAC)      | 9:28       |
| 6     | Jonas Stifel (LG Nord Berlin)        | 9:34       |
| 7     | Franek Haschke (LG Nord Berlin)      | 9:34       |
| 8     | Moritz Waldmann (LG Hannover)        | 9:36       |

Datum: 14. März
fand in Ingolstadt statt

### CrosslaufMittelstrecke –3,1 km, Mannschaftswertung
| Platz | Verein, Besetzung                                                              | Platzziffer |
| ----- | ------------------------------------------------------------------------------ | ----------- |
| 1     | LG Nord Berlin I (Carsten Schlangen, Franek Haschke, Jonas Stifel)             | 016         |
| 2     | LG Badenova Nordschwarzwald (Markus Giering, Christian Lenk, Marco Kern)       | 062         |
| 3     | Erfurter LAC (Stefan Eberhardt, Arne Leipziger, Marcel Knape)                  | 066         |
| 4     | LG Nord Berlin II (Norbert Löwa, Johannes Riewe, Falko Zauber)                 | 068         |
| 5     | LAC Pliezhausen (Matthias Walker, Matthias Ludwig, Florian Totzauer)           | 083         |
| 6     | LG Stadtwerke München (Christophe Chayriguet, Christian Meisel, Michael Wilms) | 083         |
| 7     | SG Wenden (Simon Huckestein, Niklas Bühner, Robert Schulte)                    | 089         |
| 8     | LG ASV/DSHS Köln (Christian Schreiner, Erik Somssich, Philipp Frericks)        | 159         |

Datum: 14. März
fand in Ingolstadt statt

### CrosslaufLangstrecke –10,1 km
| Platz | Athlet, Verein                             | Zeit (min) |
| ----- | ------------------------------------------ | ---------- |
| 1     | Arne Gabius (LAV Asics Tübingen)           | 32:29      |
| 2     | Sebastian Hallmann (LG Stadtwerke München) | 32:50      |
| 3     | Stephan Hohl (TV Huchenfeld)               | 32:58      |
| 4     | Lars Haferkamp (TV Refrath)                | 32:58      |
| 5     | Richard Friedrich (LG Passau)              | 33:00      |
| 6     | Carlo Schuff (Post-Sport Telekom Trier)    | 33:10      |
| 7     | Dirk Schwarzbach (TSV Kirchdorf)           | 33:17      |
| 8     | Markus Meißgeier (LG Hof)                  | 33:43      |

Datum: 14. März
fand in Ingolstadt statt

### CrosslaufLangstrecke –10,1 km, Mannschaftswertung
| Platz | Verein, Besetzung                                                              | Platzziffer |
| ----- | ------------------------------------------------------------------------------ | ----------- |
| 1     | LAV Asics Tübingen (Arne Gabius, Markus Weiß-Latzko, Raphael Arnold)           | 29          |
| 2     | LG Passau (Richard Friedrich, Stefan Paternoster, Stefan Hohberger)            | 38          |
| 3     | LG Stadtwerke München (Sebastian Hallmann, Matthias Ewender, Jan Müller)       | 46          |
| 4     | TSV Kirchdorf (Dirk Schwarzbach, Florian Reichert, Christian Giesler)          | 56          |
| 5     | PSV Grün-Weiß Kassel (Julian Flügel, Timm Eberwein, Christian Rose)            | 85          |
| 6     | LG Telis Finanz Regensburg (Dominik Wagner, Maximilian Meingast, René Manthee) | 90          |
| 7     | Post-Telekom-SV Rosenheim (Philipp Brouwer, John Mooney, irk Josephs)          | 90          |
| 8     | Marathon-Club Bremen (Ingo Müller, Stefan Wiesner, Hikmet Ciftci)              | 91          |

Datum: 14. März
fand in Ingolstadt statt

### Berglauf–8,9 km
| Platz | Athlet, Verein                          | Zeit (min) |
| ----- | --------------------------------------- | ---------- |
| 1     | Timo Zeiler (LG Eintracht Frankfurt)    | 43:54      |
| 2     | Helmut Schießl (TSV Buchenberg)         | 44:37      |
| 3     | John Mooney (Post-Telekom-SV Rosenheim) | 45:53      |
| 4     | Korbinian Schönberger (DJK Gleiritsch)  | 46:13      |
| 5     | René Stöckert (TSV Ostheim v. d. Rhön)  | 46:34      |
| 6     | Matthias Hecktor (TuS Heltersberg)      | 46:48      |
| 7     | Marco Sturm (LLC Marathon Regensburg)   | 47:21      |
| 8     | André Green (LG Stadtwerke München)     | 47:30      |

Datum: 27. September
fand in Bergen (Chiemgau) im Rahmen des Hochfellnberglaufs statt

### Berglauf–8,9 km, Mannschaftswertung
| Platz | Verein, Besetzung                                                             | Zeit (h) |
| ----- | ----------------------------------------------------------------------------- | -------- |
| 1     | TuS Heltersberg (Matthias Hecktor, Carsten Bresser, Udo Bölts)                | 2:25:19  |
| 2     | LG Stadtwerke München (André Green, Johann Hildebrand, Thomas Windisch)       | 2:25:41  |
| 3     | LLC Marathon Regensburg (Marco Sturm, Ralf Preißl, Jörg Bühner)               | 2:25:52  |
| 4     | Post-Telekom-SV Rosenheim (John Mooney, Philipp Brouwer, Fabian Alraun)       | 2:27:15  |
| 5     | TSV Ostheim v. d. Rhön (René Stöckert, Manuel Stöckert, Daniel Schmidt)       | 2:31:22  |
| 6     | LG Brandenkopf (Christian Mai, Ulrich Benz, Joachim Benz)                     | 2:33:00  |
| 7     | FC Alemannia Unterkirnach (Josef Beha, Joachim Becht, Meinrad Beha)           | 2:33:09  |
| 8     | SVO Leichtathletik Germaringen (Helmut Strobl, Thomas Bauer, Wolfgang Sieder) | 2:34:35  |

Datum: 27. September
fand in Bergen (Chiemgau) im Rahmen des Hochfellnberglaufs statt

## Meisterschaftsresultate Frauen

### 100 m
| Platz | Athletin, Verein                                | Zeit (s) |
| ----- | ----------------------------------------------- | -------- |
| 1     | Verena Sailer (MTG Mannheim)                    | 11,18    |
| 2     | Marion Wagner (USC Mainz)                       | 11,31    |
| 3     | Lisa Schorr (SV Schlau.com Saar 05 Saarbrücken) | 11,34    |
| 4     | Cathleen Tschirch (TSV Bayer 04 Leverkusen)     | 11,42    |
| 5     | Anne Möllinger (MTG Mannheim)                   | 11,45    |
| 6     | Yasmin Kwadwo (TV Wattenscheid 01)              | 11,48    |
| 7     | Katja Wakan (TV Wattenscheid 01)                | 11,50    |
| 8     | Leena Günther (LG ASV/DSHS Köln)                | 11,55    |

Datum: 4. Juli
Wind: −0,2 m/s

### 200 m
| Platz | Athletin, Verein                            | Zeit (s) |
| ----- | ------------------------------------------- | -------- |
| 1     | Cathleen Tschirch (TSV Bayer 04 Leverkusen) | 23,36    |
| 2     | Maike Dix (TV Wattenscheid 01)              | 23,52    |
| 3     | Marion Wagner (USC Mainz)                   | 23,65    |
| 4     | Mareike Peters (TSV Bayer 04 Leverkusen)    | 23,93    |
| 5     | Christina Frewer (TV Wattenscheid 01)       | 24,29    |
| 6     | Katrin Krause (TSV Bayer 04 Leverkusen)     | 24,55    |
| 7     | Silvana Schödel (SV Halle)                  | 24,65    |
| 8     | Inna Weit (LC Paderborn)                    | 24,90    |

Datum: 5. Juli
Wind: +0,5 m/s

### 400 m
| Platz | Athletin, Verein                           | Zeit (s) |
| ----- | ------------------------------------------ | -------- |
| 1     | Sorina Nwachukwu (TSV Bayer 04 Leverkusen) | 52,33    |
| 2     | Esther Cremer (TV Wattenscheid 01)         | 53,21    |
| 3     | Florence Ekpo-Umoh (Erfurter LAC)          | 53,68    |
| 4     | Janin Lindenberg (LG Nike Berlin)          | 53,76    |
| 5     | Lena Schmidt (LG Hilden)                   | 53,84    |
| 6     | Inga Maria Müller (LG Hannover)            | 53,99    |
| 7     | Carolin Walter (SVK Beiertheim)            | 54,46    |
| 8     | Julia Kohser (Dresdner SC)                 | 54,56    |

Datum: 5. Juli

### 800 m
| Platz | Athletin, Verein                           | Zeit (min) |
| ----- | ------------------------------------------ | ---------- |
| 1     | Janina Goldfuß (TV Wattenscheid 01)        | 2:03,96    |
| 2     | Annett Horna (TSV Bayer 04 Leverkusen)     | 2:04,53    |
| 3     | Claudia Hoffmann (SC Potsdam)              | 2:04,78    |
| 4     | Jana Hartmann (LG Olympia Dortmund)        | 2:04,93    |
| 5     | Aline Krebs (LAZ Zweibrücken)              | 2:05,64    |
| 6     | Karoline Pilawa (LAC Quelle Fürth/München) | 2:06,71    |
| 7     | Mira Räker (LG Olympia Dortmund)           | 2:07,23    |
| 8     | Katharina Heinle (TV Memmingen)            | 2:08,59    |

Datum: 5. Juli

### 1500 m
| Platz | Athletin, Verein                               | Zeit (min) |
| ----- | ---------------------------------------------- | ---------- |
| 1     | Denise Krebs (TV Wattenscheid 01)              | 4:18,77    |
| 2     | Corinna Harrer (LG Telis Finanz Regensburg)    | 4:19,76    |
| 3     | Anne Kesselring (LAC Quelle Fürth/München)     | 4:19,84    |
| 4     | Christiane Danner (LG Telis Finanz Regensburg) | 4:22,53    |
| 5     | Kristina Schadt (TSG 1845 Heilbronn)           | 4:22,92    |
| 6     | Saskia Janssen (TSV Bayer 04 Leverkusen)       | 4:23,38    |
| 7     | Julia Lange (Hamburger SV)                     | 4:23,84    |
| 8     | Jana Sussmann (LG Nordheide)                   | 4:26,17    |

Datum: 5. Juli

### 5000 m
| Platz | Athletin, Verein                                        | Zeit (min) |
| ----- | ------------------------------------------------------- | ---------- |
| 1     | Sabrina Mockenhaupt (Kölner Verein für Marathon)        | 16:15,65   |
| 2     | Birte Bultmann (TV Wattenscheid 01)                     | 16:27,82   |
| 3     | Ulrike Maisch (1. LAV Rostock)                          | 16:28,23   |
| 4     | Simret Restle (LG Eintracht Frankfurt)                  | 16:29,42   |
| 5     | Melanie Schulz (Erfurter LAC)                           | 16:29,87   |
| 6     | Marina Hilschenz (LG Wedel-Pinneberg)                   | 16:50,81   |
| 7     | Anja Schnabel (LAZ Salamander Kornwestheim-Ludwigsburg) | 16:55,49   |
| 8     | Christina Kröckert (TSV Bayer 04 Leverkusen)            | 16:58,29   |

Datum: 4. Juli

### 10.000 m
| Platz | Athletin, Verein                                 | Zeit (min) |
| ----- | ------------------------------------------------ | ---------- |
| 1     | Sabrina Mockenhaupt (Kölner Verein für Marathon) | 31:27,56   |
| 2     | Simret Restle (LG Eintracht Frankfurt)           | 34:27,05   |
| 3     | Birte Bultmann (TV Wattenscheid 01)              | 34:53,48   |
| 4     | Friedrike Kallenberg (LAC Pliezhausen)           | 35:50,42   |
| 5     | Verena Utz (TV Biberach)                         | 36:44,89   |
| DNF   | Ingalena Heuck (LG Stadtwerke München)           |            |

Datum: 2. Mai
fand in Bremen statt

### 10-km-Straßenlauf
| Platz | Athletin, Verein                                 | Zeit (min) |
| ----- | ------------------------------------------------ | ---------- |
| 1     | Susanne Hahn (SV Schlau.com Saar 05 Saarbrücken) | 33:44      |
| 2     | Ingalena Heuck (LG Stadtwerke München)           | 34:00      |
| 3     | Luminita Zaituc (LG Braunschweig)                | 34:09      |
| 4     | Julia Viellehner (LG Passau)                     | 34:12      |
| 5     | Bernadette Pichlmaier (LAG Mittlere Isar)        | 34:13      |
| 6     | Birte Bultmann (TV Wattenscheid 01)              | 34:21      |
| 7     | Stephanie Beckmann (LG Leinfelden-Echterdingen)  | 34:23      |
| 8     | Julia Hiller (LAC Quelle Fürth/München)          | 34:42      |

Datum: 12. September
fand in Otterndorf statt

### 10-km-Straßenlauf, Mannschaftswertung
| Platz | Verein, Besetzung                                                             | Zeit (h) |
| ----- | ----------------------------------------------------------------------------- | -------- |
| 1     | LG Stadtwerke München (Ingalena Heuck, Anne Haug, Christine Fiedler)          | 1:46:00  |
| 2     | LAC Quelle Fürth/München (Julia Hiller, Silke Bittel, Kristin Möller)         | 1:46:04  |
| 3     | LG Telis Finanz Regensburg (Susi Lutz, Corinna Harrer, Veronika Ulrich)       | 1:46:08  |
| 4     | PSV Grün-Weiß Kassel (Anna Hahner, Lisa Hahner, Stefanie Wiesmair)            | 1:47:27  |
| 5     | LG ASV/DSHS Köln (Ursula Gatzweiler, Jana Janine Soethout, Mareike Schrulle)  | 1:49:00  |
| 6     | SV Schlau.com Saar 05 Saarbrücken (Susanne Hahn, Marion Jakobs, Sabine Busch) | 1:50:28  |
| 7     | LG Wedel-Pinneberg (Marina Hilschenz, Mareike Ressing, Katharina Nüser)       | 1:50:45  |
| 8     | LG Olympia Dortmund (Heike Bienstein, Marlene Waltke, Sandra Schulz)          | 1:52:51  |

Datum: 12. September
fand in Otterndorf statt

### Halbmarathon
| Platz | Athletin, Verein                                | Zeit (h) |
| ----- | ----------------------------------------------- | -------- |
| 1     | Melanie Schulz (Erfurter LAC)                   | 1:15:42  |
| 2     | Stephanie Beckmann (LG Leinfelden-Echterdingen) | 1:16:02  |
| 3     | Bernadette Pichlmaier (LAG Mittlere Isar)       | 1:17:12  |
| 4     | Simone Maissenbacher (LSG Karlsruhe)            | 1:17:49  |
| 5     | Veronika Ulrich (LG Telis Finanz Regensburg)    | 1:18:09  |
| 6     | Katharina Heinig (LG Eintracht Frankfurt)       | 1:19:01  |
| 7     | Birgitt Bohn (Spiridon Frankfurt)               | 1:19:40  |
| 8     | Kristin Möller (LAC Quelle Fürth/München)       | 1:19:52  |

Datum: 4. April
fand in Aichach statt

### Halbmarathon, Mannschaftswertung
| Platz | Verein, Besetzung                                                                          | Zeit (h) |
| ----- | ------------------------------------------------------------------------------------------ | -------- |
| 1     | LG Telis Finanz Regensburg (Veronika Ulrich, Steffi Volke, Monika Heiß)                    | 3:59:35  |
| 2     | LG Eintracht Frankfurt (Katharina Heinig, Lea Bäuscher, Antina Neugebauer)                 | 4:11:03  |
| 3     | Spiridon Frankfurt (Birgitt Bohn, Vera Martens, Dr. Viera Böhler)                          | 4:11,29  |
| 4     | LLC Marathon Regensburg (Constanze Boldt, Barbara Stich, Marcela Loza Hilares)             | 4:16:38  |
| 5     | PSV Grün-Weiß Kassel (Stefanie Wiesmair, Hannah Menne, Karin Severin-Lenz)                 | 4:21:13  |
| 6     | SV Schlau.com Saar 05 Saarbrücken (Karen aus der Fünten, Gabriele Duchstein, Marion Stras) | 4:21:59  |
| 7     | TG Viktoria Augsburg (Sabrina Riedl, Inga Manneck, Anja Renner)                            | 4:24:27  |
| 8     | LSG Karlsruhe (Simone Maissenbacher, Irene Hofmann, Nicola Wahl)                           | 4:30:26  |

Datum: 4. April
fand in Aichach statt

### Marathon
| Platz | Athletin, Verein                            | Zeit (h) |
| ----- | ------------------------------------------- | -------- |
| 1     | Bernadette Pichlmaier (LAG Mittlere Isar)   | 2:38:44  |
| 2     | Julia Viellehner (LG Passau)                | 2:41:41  |
| 3     | Birgitt Bohn (Spiridon Frankfurt)           | 2:42:02  |
| 4     | Romy Spitzmüller (1. LAV Rostock)           | 2:43:02  |
| 5     | Monika Heiß (LG Telis Finanz Regensburg)    | 2:44:39  |
| 6     | Silvia Krull (LG Lage-Detmold)              | 2:47:24  |
| 7     | Josefa Matheis (TSG Eisenberg)              | 2:50:20  |
| 8     | Dr. Anke Holljesiefken (Spiridon Frankfurt) | 2:54:05  |

Datum: 10. Mai
fand im Rahmen des Gutenberg-Marathons in Mainz statt

### Marathon, Mannschaftswertung
| Platz | Verein, Besetzung                                                                        | Zeit (h) |
| ----- | ---------------------------------------------------------------------------------------- | -------- |
| 1     | Spiridon Frankfurt (Birgitt Bohn, Dr. Anke Holljesiefken, Vera Martens)                  | 08:33:20 |
| 2     | LG Telis Finanz Regensburg (Monika Heiß, Steffi Volke, Ulrike Mayer-Tancic)              | 08:44:10 |
| 3     | LAC Quelle Fürth/München (Kerstin Steg, Silke Bittel, Julia Häußler)                     | 09:20:07 |
| 4     | TSV 1886 Kandel (Ursula Wagner, Christiane Baral, Heidi Weibel)                          | 09:45:27 |
| 5     | TV Georgsmarienhütte (Christin Kuglemeyer, Manuela Köhne, Hannelore Horst)               | 09:48:47 |
| 6     | SV Schlau.com Saar 05 Saarbrücken (Karen aus der Fünten, Susanne Trenz, Monika Engstler) | 09:54:24 |
| 7     | SUS Schalke 96 (Sybille Möllensiep, Raifa-Gertrud Geltner, Karen Neubauer)               | 10:01:25 |
| 8     | LSF Münster (Dr. Anne Holtkötter, Susanne Rellensmann, Brigitte Ziegler)                 | 10:10:44 |

Datum: 10. Mai
fand im Rahmen des Gutenberg-Marathons in Mainz statt

### 100-km-Straßenlauf
| Platz | Athletin, Verein                                       | Zeit (h) |
| ----- | ------------------------------------------------------ | -------- |
| 1     | Tanja Hooß (LTF Marpingen)                             | 7:55:37  |
| 2     | Branka Hajek (LAZ Salamander Kornwestheim-Ludwigsburg) | 7:57:17  |
| 3     | Barbara Mallmann (LG Ahlen)                            | 8:30:11  |
| 4     | Pamela Veith (LG Dettingen)                            | 8:32:26  |
| 5     | Heike Angel (LC Warndt)                                | 8:55:13  |
| 6     | Antje Müller (SV Eula)                                 | 9:02:48  |
| 7     | Monika Belau (Harburger SC)                            | 9:15:14  |
| 8     | Dorothea Pfeffer (LF Bönen)                            | 9:19:07  |

Datum: 3. Oktober
fand in Ahrweiler statt

### 100-km-Straßenlauf, Mannschaftswertung
| Platz | Verein, Besetzung                                         | Zeit (h) |
| ----- | --------------------------------------------------------- | -------- |
| 1     | LG Nord Berlin (Grit Seidel, Heike Pawzik, Silke Stutzke) | 33:25:46 |

Datum: 3. Oktober
fand in Ahrweiler statt
nur 1 Team in der Wertung

### 100 m Hürden
| Platz | Athletin, Verein                                  | Zeit (s) |
| ----- | ------------------------------------------------- | -------- |
| 1     | Carolin Nytra (Bremer LT)                         | 12,78    |
| 2     | Stephanie Lichtl (VfB Stuttgart)                  | 13,03    |
| 3     | Stefanie Saumweber (SSV Ulm 1846)                 | 13,32    |
| 4     | Anne-Kathrin Elbe (TSV Bayer 04 Leverkusen)       | 13,36    |
| 5     | Cindy Roleder (LAZ Leipzig)                       | 13,41    |
| 6     | Pamela Spindler (LG Telis Finanz Regensburg)      | 13,43    |
| 7     | Jenna Pletsch (SV Schlau.com Saar 05 Saarbrücken) | 13,54    |
| 8     | Jennifer Oeser (TSV Bayer 04 Leverkusen)          | 13,61    |

Datum: 4. Juli
Wind: −0,1 m/s

### 400 m Hürden
| Platz | Athletin, Verein                              | Zeit        |
| ----- | --------------------------------------------- | ----------- |
| 1     | Jonna Tilgner (Bremer LT)                     | 0055,71 s00 |
| 2     | Tina Kron (SV Schlau.com Saar 05 Saarbrücken) | 0056,39 s00 |
| 3     | Fabienne Kohlmann (LG Karlstadt)              | 0057,10 s00 |
| 4     | Claudia Wehrsen (LG ASV/DSHS Köln)            | 0057,91 s00 |
| 5     | Stefanie Gubitz (USC Mainz)                   | 58,84 s00   |
| 6     | Fredrike Schönfeld (TG Camberg)               | 0058,93 s00 |
| 7     | Wiebke Ullmann (TSV Friedberg-Fauerbach)      | 0059,29 s00 |
| 8     | Jill Richards (SCC Berlin)                    | 1:00,33 min |

Datum: 5. Juli

### 3000 m Hindernis
| Platz | Athletin, Verein                        | Zeit (min) |
| ----- | --------------------------------------- | ---------- |
| 1     | Antje Möldner (SC Potsdam)              | 09:44,04   |
| 2     | Verena Dreier (LG Sieg)                 | 10:02,56   |
| 3     | Julia Hiller (LAC Quelle Fürth/München) | 10:13,18   |
| 4     | Carolin Lang (LC Rothaus Breisgau)      | 10:20,22   |
| 5     | Friederike Feil (LG Olympia Dortmund)   | 10:20,46   |
| 6     | Sanaa Koubaa (LG Hilden)                | 10:37,87   |

Datum: 5. Juli

### 4 × 100 m Staffel
| Platz | Verein, Besetzung                                                                             | Zeit (s) |
| ----- | --------------------------------------------------------------------------------------------- | -------- |
| 1     | TV Wattenscheid 01 (Karoline Köhler, Katja Wakan, Maike Dix, Yasmin Kwadwo)                   | 43,83    |
| 2     | TSV Bayer 04 Leverkusen (Anne-Kathrin Elbe, Cathleen Tschirch, Mareike Peters, Katrin Krause) | 44,61    |
| 3     | MTG Mannheim (Pia Dürr, Verena Sailer, Julia Sutschet, Isabel Thielmann)                      | 45,10    |
| 4     | USC Mainz (Stefanie Gubitz, Marion Wagner, Jessica Hochhaus, Maral Feizbakhsh)                | 45,44    |
| 5     | LG Olympia Dortmund (Nora Bäcker, Ina Thimm, Carolin Strophff, Erline Nolte)                  | 46,17    |
| 6     | LG ASV/DSHS Köln (Kathrin Recker, Leena Günther, Tanja Heitgen, Leonie Fiebig)                | 46,75    |
| 7     | LG Rhein-Wied (Nicole Bleis, Annika Schmitt, Friederike Reher, Annika Schmidt)                | 46,86    |
| 8     | LC Paderborn (Britta Tomkel, Inna Weit, Meike Schmitz, Sabrina Wokittel)                      | 47,46    |

Datum: 4. Juli

### 4 × 400 m Staffel
| Platz | Verein, Besetzung                                                                             | Zeit (min) |
| ----- | --------------------------------------------------------------------------------------------- | ---------- |
| 1     | TSV Bayer 04 Leverkusen (Maike Jeanette Wilden, Annett Horna, Laura Hansen, Sorina Nwachukwu) | 3:35,35    |
| 2     | SC Potsdam (Jana Neubert, Franziska Himmel, Kathrin Trauth, Claudia Hoffmann)                 | 3:38,25    |
| 3     | LG Olympia Dortmund (Carolin Strophff, Luisa Pöhling, Mira Räker, Jana Hartmann)              | 3:41,42    |
| 4     | LG Telis Finanz Regensburg (Vera Stelkens, Julia Liedl, Christiane Danner, Corinna Harrer)    | 3:41,42    |
| 5     | LAC Quelle Fürth/München (Nina Maria Ludwig, Kersten Flore, Anne Kesselring, Karoline Pilawa) | 3:46,12    |
| 6     | SVK Beiertheim (Lisa Katharina Hoppe, Alicia Nagel, Anna Maiwald, Carolin Walter)             | 3:46,46    |
| 7     | USC Mainz (Stefanie Gubitz, Gloria Metzler, Desire Nieder, Maral Feizbakhsh)                  | 3:47,11    |
| 8     | Dresdner SC (Sara Jäpel, Mandy Junghans, Nicole Jacobs, Julia Kohser)                         | 3:47,84    |

Datum: 5. Juli

### 3 × 800 m Staffel
| Platz | Verein, Besetzung                                                          | Zeit (min) |
| ----- | -------------------------------------------------------------------------- | ---------- |
| 1     | TV Wattenscheid (Monika Merl – geb. Gradzki, Denise Krebs, Janina Goldfuß) | 6:19,16    |
| 2     | LAC Quelle Fürth/München (Sandra Keil, Anne Kesselring, Karoline Pilawa)   | 6:20,42    |
| 3     | TSV Bayer 04 Leverkusen (Saskia Janssen, Kerstin Marxen, Annett Horna)     | 6:21,51    |
| 4     | LG Olympia Dortmund (Mira Räker, Luisa Pöhling, Jana Hartmann)             | 6:30,30    |
| 5     | LG Telis Finanz Regensburg (Christiane Danner, Susi Lutz, Corinna Harrer)  | 6:30,66    |
| 6     | Hamburger SV (Annemarie Dworaczek, Carolin Wendel, Julia Lange)            | 6:41,25    |
| 7     | SG TSV Kronshagen/Kieler TB (Gabi Gauß, Natalie Klassen, Svenja Killius)   | 6:41,51    |
| 8     | LG Hannover (Carola Dewitz, Marion Leiberich, Lisa Seeger)                 | 6:43,67    |

Datum: 9. August
fand in Rhede im Rahmen der Deutschen Jugendmeisterschaften statt

### 5000-m-Bahngehen
| Platz | Athletin, Verein                                | Zeit (min) |
| ----- | ----------------------------------------------- | ---------- |
| 1     | Sabine Krantz, geb. Zimmer (TV Wattenscheid 01) | 21:14,75   |
| 2     | Sandra Krause (SC Potsdam)                      | 23:54,89   |
| 3     | Bianca Schenker (LG Vogtland)                   | 24:09,41   |
| DSQ   | Christin Elß (SC Potsdam)                       |            |

Datum: 5. Juli
nur 4 Teilnehmerinnen

### 20-km-Gehen
| Platz | Athletin, Verein                                | Zeit (h) |
| ----- | ----------------------------------------------- | -------- |
| 1     | Sabine Krantz, geb. Zimmer (TV Wattenscheid 01) | 1:36:49  |
| 2     | Christin Elß (SC Potsdam)                       | 1:43:44  |
| 3     | Sandra Krause (SC Potsdam)                      | 1:45:27  |
| 4     | Tina Schmidt (SV Halle)                         | 1:59:01  |
| 5     | Barbara Primas (TSG Esslingen)                  | 2:04:42  |
| DNF   | Maja Landmann (LC Rothaus Breisgau)             |          |

Datum: 25. April
fand in Zittau statt

### Hochsprung
| Platz | Athletin, Verein                          | Höhe (m) |
| ----- | ----------------------------------------- | -------- |
| 1     | Ariane Friedrich (LG Eintracht Frankfurt) | 2,01     |
| 2     | Meike Kröger (LG Nord Berlin)             | 1,93     |
| 3     | Julia Wanner (LAC Berlin)                 | 1,87     |
| 3     | Melanie Bauschke (LG Nike Berlin)         | 1,87     |
| 5     | Julia Hartmann (TSV Bayer 04 Leverkusen)  | 1,84     |
| 6     | Jennifer Klein (MTG Mannheim)             | 1,84     |
| 7     | Aileen Herrmann (Berliner SV 1892)        | 1,80     |
| 8     | Claudia Rath (LG Dornburg)                | 1,80     |

Datum: 4. Juli

### Stabhochsprung
| Platz | Athletin, Verein                                 | Höhe (m) |
| ----- | ------------------------------------------------ | -------- |
| 1     | Silke Spiegelburg (TSV Bayer 04 Leverkusen)      | 4,65     |
| 2     | Kristina Gadschiew (LAZ Zweibrücken)             | 4,50     |
| 3     | Lisa Ryzih (ABC Ludwigshafen)                    | 4,40     |
| 4     | Julia Hütter (LAZ Bruchköbel)                    | 4,35     |
| 5     | Martina Strutz (SG Dynamo Schwerin)              | 4,35     |
| 6     | Denise von Eynatten (LG Leinfelden-Echterdingen) | 4,25     |
| 7     | Nicola Tietze (LAV Asics Tübingen)               | 4,15     |
| 8     | Joana Kraft (TuS Metzingen)                      | 4,15     |

Datum: 5. Juli

### Weitsprung
| Platz | Athletin, Verein                              | Weite (m) |
| ----- | --------------------------------------------- | --------- |
| 1     | Sophie Krauel (TuS Jena)                      | 6,70      |
| 2     | Beatrice Marscheck (LAZ Gießen)               | 6,67      |
| 3     | Bianca Kappler (LC asics Rehlingen)           | 6,64      |
| 4     | Melanie Bauschke (LG Nike Berlin)             | 6,63      |
| 5     | Karoline Köhler (TV Wattenscheid 01)          | 6,57      |
| 6     | Claudia Tonn (LAV Hamburg-Nord)               | 6,54      |
| 7     | Sosthene Moguenara (TV Wattenscheid 01)       | 6,39      |
| 8     | Michelle Weitzel (LG Telis Finanz Regensburg) | 6,30      |

Datum: 5. Juli

### Dreisprung
| Platz | Athletin, Verein                       | Weite (m) |
| ----- | -------------------------------------- | --------- |
| 1     | Katja Demut (TuS Jena)                 | 14,20     |
| 2     | Ekatrina Menne (LC Paderborn)          | 13,74     |
| 3     | Kristin Gierisch (LAC Erdgas Chemnitz) | 13,73     |
| 4     | Maike Nieklauson (TuS Jena)            | 13,63     |
| 5     | Katharina Schreck (TS Herzogenaurach)  | 13,46     |
| 6     | Katja Pobanz (1. LC Dessau)            | 13,18     |
| 7     | Pia Dürr (MTG Mannheim)                | 13,16     |
| 8     | Eva Linnenbaum (TuS Neuenhaus)         | 12,93     |

Datum: 4. Juli

### Kugelstoßen
| Platz | Athletin, Verein                               | Weite (m) |
| ----- | ---------------------------------------------- | --------- |
| 1     | Denise Hinrichs (TV Wattenscheid 01)           | 19,06     |
| 2     | Nadine Kleinert (SC Magdeburg)                 | 19,00     |
| 3     | Christina Schwanitz (Neckarsulmer Sport-Union) | 18,77     |
| 4     | Sophie Kleeberg (LV 90 Thum)                   | 16,43     |
| 5     | Samira Burkhardt (VfL Sindelfingen)            | 16,22     |
| 6     | Heike Koderisch (SC Magdeburg)                 | 15,95     |
| 7     | Meike Naumann (TSV Frankenberg)                | 15,93     |
| 8     | Sandra Büttner (LAC Quelle Fürth/München)      | 14,96     |

Datum: 4. Juli

### Diskuswurf
| Platz | Athletin, Verein                                 | Weite (m) |
| ----- | ------------------------------------------------ | --------- |
| 1     | Nadine Müller (Hallesche Leichtathletik-Freunde) | 59,98     |
| 2     | Franka Dietzsch (SC Neubrandenburg)              | 59,09     |
| 3     | Jessica Kolotzei (LG Nord Berlin)                | 57,46     |
| 4     | Ulrike Giesa (LAC Quelle Fürth/München)          | 55,40     |
| 5     | Sabine Rumpf (LSG Goldener Grund)                | 54,51     |
| 6     | Heike Koderisch (SC Magdeburg)                   | 53,85     |
| 7     | Julia Bremser (LSG Goldener Grund)               | 53,74     |
| 8     | Anna-Katharina Weller (LG Olympia Dortmund)      | 51,27     |

Datum: 4. Juli

### Hammerwurf
| Platz | Athletin, Verein                            | Weite (m) |
| ----- | ------------------------------------------- | --------- |
| 1     | Betty Heidler (LG Eintracht Frankfurt)      | 74,25     |
| 2     | Kathrin Klaas (LG Eintracht Frankfurt)      | 72,76     |
| 3     | Andrea Bunjes (LG Eintracht Frankfurt)      | 64,49     |
| 4     | Kirsten Münchow (TuS Eintracht Minden)      | 62,29     |
| 5     | Joana Hahn (TV St.Wendel)                   | 62,25     |
| 6     | Simone Mathes (LAZ Puma Troisdorf/Siegburg) | 61,49     |
| 7     | Melanie Motzenbäcker (MTG Mannheim)         | 58,55     |
| 8     | Daniela Manz (Troisdorfer LG)               | 58,48     |

Datum: 5. Juli

### Speerwurf
| Platz | Athletin, Verein                                 | Weite (m) |
| ----- | ------------------------------------------------ | --------- |
| 1     | Steffi Nerius (TSV Bayer 04 Leverkusen)          | 62,47     |
| 2     | Christina Obergföll (LG Offenburg)               | 62,09     |
| 3     | Katharina Molitor (TSV Bayer 04 Leverkusen)      | 59,64     |
| 4     | Susanne Rosenbauer (TSV Schwaben Augsburg)       | 58,83     |
| 5     | Linda Stahl (TSV Bayer 04 Leverkusen)            | 58,78     |
| 6     | Mareike Rittweg (LV 90 Thum)                     | 57,73     |
| 7     | Sandra Schaffarzik (ESV Nürnberg Rangierbahnhof) | 55,55     |
| 8     | Franziska Krebs (SCC Berlin)                     | 53,87     |

Datum: 5. Juli

### Siebenkampf
| Platz | Athletin, Verein                           | Leistung (Pkte) |
| ----- | ------------------------------------------ | --------------- |
| 1     | Christine Schulz (TSV Bayer 04 Leverkusen) | 6030            |
| 2     | Claudia Rath (LG Dornburg)                 | 5829            |
| 3     | Maren Schwerdtner (SC Neubrandenburg)      | 5714            |
| 4     | Julia Rüdiger (LG Stadtwerke München)      | 5428            |
| 5     | Annelie Schrader (MTV Ingolstadt)          | 5335            |
| 6     | Katharina Meyer (Tus Saulheim)             | 4938            |
| 7     | Maren Schott (TSV Bayer 04 Leverkusen)     | 4839            |
| 8     | Anna Schmidt (TuS Breckerfeld)             | 4486            |

Datum: 29./30. August
fand in Lage statt

### Siebenkampf, Mannschaftswertung
| Platz | Verein, Besetzung                                                    | Leistung (Pkte) |
| ----- | -------------------------------------------------------------------- | --------------- |
| 1     | TuS Saulheim (Katharina Meyer, Malena Kellermann, Katja Eidenmüller) | 13.821          |
| 2     | LG Kurpfalz (Silke Hildenbrand, Beate Gerstner, Isabell Brandt)      | 10.589          |
| 3     | TV Wattenscheid 01 (Kristina Knocks, Melanie Schmidt, Inga Stöber)   | 10.429          |

Datum: 29./30. August
fand in Lage statt
nur 3 Mannschaften in der Wertung

### Crosslauf–5,1 km
| Platz | Athletin, Verein                                 | Zeit (min) |
| ----- | ------------------------------------------------ | ---------- |
| 1     | Sabrina Mockenhaupt (Kölner Verein für Marathon) | 17:27      |
| 2     | Susanne Hahn (SV Schlau.com Saar 05 Saarbrücken) | 18:06      |
| 3     | Julia Hiller (LAC Quelle Fürth/München)          | 18:14      |
| 4     | Ingalena Heuck (LG Stadtwerke München)           | 18:18      |
| 5     | Mareike Schrulle (LG ASV/DSHS Köln)              | 18:23      |
| 6     | Verena Dreier (LG Sieg)                          | 18:24      |
| 7     | Ulrike Maisch (1. LAV Rostock)                   | 18:26      |
| 8     | Simret Restle (LG Eintracht Frankfurt)           | 18:32      |

Datum: 14. März
fand in Ingolstadt statt

### Crosslauf–5,1 km, Mannschaftswertung
| Platz | Verein, Besetzung                                                        | Platzziffer |
| ----- | ------------------------------------------------------------------------ | ----------- |
| 1     | TSG 08 Roth (Brigitte Rupp, Monika Dinkelmeyer, Rita Schober)            | 055         |
| 2     | TV Geiselhöring (Christine Sachs, rmgard Leibl, Gabi Lampert)            | 059         |
| 3     | LG Welfen (Marie-Luise Heilig-Duventäster, Bärbel Paul, Erika Sommer)    | 060         |
| 4     | SF Blau-Gelb Marburg (Meike Wallow, Annette Briel, Kerstin Wagner)       | 060         |
| 5     | ESV Münster (Dr. Gudrun Großkopff, Claudia Götz, Gabriele Kümpers)       | 101         |
| 6     | SVG Ruhstorf/Rott (Edith Grasmann, Gertraud Wührer, Eva-Maria Holzbauer) | 111         |
| 7     | SC 88 Bruchhausen (Elisabeth Henn, Anni Loh, Sibyle Kist)                | 115         |
| 8     | Laufclub Bayern (Andrea Gärtz, Elli-Karin Mai, Gudrun Brandl)            | 119         |

Datum: 14. März
fand in Ingolstadt statt

### Berglauf–8,9 km
| Platz | Athletin, Verein                           | Zeit (min) |
| ----- | ------------------------------------------ | ---------- |
| 1     | Lisa Reisinger (SSC Hanau-Rodenbach)       | 53:05      |
| 2     | Alexandra Bott (ASC Darmstadt)             | 54:43      |
| 3     | Kerstin Straub (SSC Hanau-Rodenbach)       | 55:42      |
| 4     | Ellen Clemens (LG Telis Finanz Regensburg) | 58:50      |
| 5     | Kerstin Harbich (TSV Oberstaufen)          | 59:00      |
| 6     | Nora Coenen (LAV Habbelrath-Grefrath)      | 59:04      |
| 7     | Sabine Kruse (Recklinghäuser LC)           | 59:29      |
| 8     | Romy Lindner (LG Vogtland)                 | 59:53      |

Datum: 27. September
fand in Bergen (Chiemgau) im Rahmen des Hochfellnberglaufs statt

### Berglauf–8,9 km, Mannschaftswertung
| Platz | Verein, Besetzung                                                                  | Zeit (h) |
| ----- | ---------------------------------------------------------------------------------- | -------- |
| 1     | SSC Hanau-Rodenbach (Lisa Reisinger, Kerstin Straub, Anette Portele)               | 2:49:34  |
| 2     | LG Telis Finanz Regensburg (Ellen Clemens, Michaela Schedler, Ulrike Mayer-Tancic) | 3:05:49  |
| 3     | ASC Rosellen/Neuss (Tanja Wimmer, Angela Müller, Ute Jenke)                        | 3:13:09  |
| 4     | Post-Telekom-SV Rosenheim (Paula Mangold-Wolf, Michelle Maier, Christine Mooney)   | 3:16:17  |

Datum: 27. September
fand in Bergen (Chiemgau) im Rahmen des Hochfellnberglaufs statt
nur 4 Mannschaften in der Wertung